# Arthur S. Flemming
Pour les articles homonymes, voir Flemming.
Arthur Sherwood Flemming, né le 12 juin 1905 à Kingston (New York) et mort le 7 septembre 1996 à Alexandria (Virginie), est un homme politique américain. Membre du Parti républicain, il est secrétaire à la Santé, à l'Éducation et aux Services sociaux entre 1958 et 1961 dans l'administration du président Dwight D. Eisenhower.

## Source
- (en) Cet article est partiellement ou en totalité issu de l’article de Wikipédia en anglais intitulé « Arthur S. Flemming » (voir la liste des auteurs).